# Erythropeltales incertae sedis
Erythropeltales incertae sedis, rodovi crvenih algi iz reda Erythropeltales čija porodična pripadnost još nije utvrđena.

## Rodovi i broj vrsta
1. Madagascaria J.A.West & N.Kikuchi 2
2. Pseudoerythrocladia J.A.West & Zuccarello 1